# نظام تبادل البيانات الكترونيا
نظام تبادل البيانات إلكتروني (بالإنجليزية: Electronic data interchange (EDI)) هو نظام ضمن التجارة الإلكترونية يتكون من مجموعه من العمليات والمعاير لتبادل البيانات والاعمال بين الشركات إلكترونيا ويشمل كافه نماذج تبادل البيانات الاكترونية بما في ذلك النقل، تدقيق الرسالة، شكل الوثيقة، البرمجيات المستخدمة لتفسير الوثائق
مثال على ذلك: الاستعمالات، طلبات الشراء، كتالوجات الأسعار، دفع الفواتير، تعاملات مصرفيه، عمليات البيع والشراء وغير ذلك من عمليات.

## كيفية عمله
المنظمات التي ترسل أو تتلقى وثائق بين بعضها البعض ويشار إليها ب «الشركاء التجاريون» في التبادل الإلكتروني للبيانات، إذ تتفق هذه المنظمات على معلومات محدده كيف تنقل وكيف تستخدم.
طريقه العمل: تحول برمجيات تبادل المعلومات الطلب المرسل لصيغه معياريه ترسل للطرف الآخر اما عن طريق الاتصال المباشر أو عن طريق الشبكات وبعد ذلك يحلل الطرف المرسل اليه الطلب إذا كان يتوافق مع معاير التبادل الاكتروني المتفق عليها وبعد ذلك يرسل رساله للتاكيد على وصول الطلب أو عدم وصوله.
كما أن المنهجية المستخدمة لنقل البيانات تشمل مجموعه من التكنولوجيات asynchronous and bisynchronous، مثل: FTP, E-mail, HTTP, AS1, AS2

## المعاير المستخدمة فيه
بعض من المعاير المستخدمة
ANSI ASC X12 (American National Standards-X12)
UN/EDIFACT
Open-EDI

## مميزاته
1. سهولة التطوير.
2. الارتباط بأكثر من شبكة.
3. دعم الطباعة.
4. القدرة على التعامل مع عدة معاير.
5. سهولة إعادة بناء الوثائق.

## فوائده
1. تحسين العلاقة بين التجار والزبائن.
2. توفير للوقت.
3. توفير للمصاريف الإدارية.
4. زياده الميزه التنافسية للشركة.
5. تحسين الإدارة الداخلية.

## معوقاته
1. التكلفة.
2. مشاكل الاتصال.
3. التعامل مع الأنظمة القديمة سواءٌ للشركات، أو الزبائن.
4. مقاومه التغير لنظام تبادل البيانات.